# 구로다쇼정
구로다쇼정(黒田庄町)은 효고현 다카군에 설치되었던 정이다. 2005년 10월 1일 니시와키시와 합병해 현재는 효고현 니시와키시 구로다쇼초에 해당한다.

## 역사
- 1889년 4월 1일 - 정촌제 시행과 함께 14개 촌의 구역을 확대해 구로다쇼촌이 성립하였다.
- 1960년 1월 1일 구로다쇼촌이 정으로 승격해 구로다쇼정이 되었다.
- 2005년 10월 1일 - 니시와키시와 신설 합병해 새로운 니시와키시가 성립하였다.

## 교통

### 철도
- 서일본 여객철도 가코가와 선 (중심역:구로다쇼역)

### 도로
- 국도 제175호선 (일본)(일본어판)